# Haderslev Amt

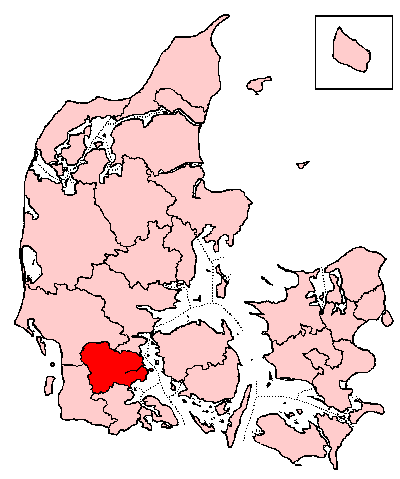
Haderslev Amt

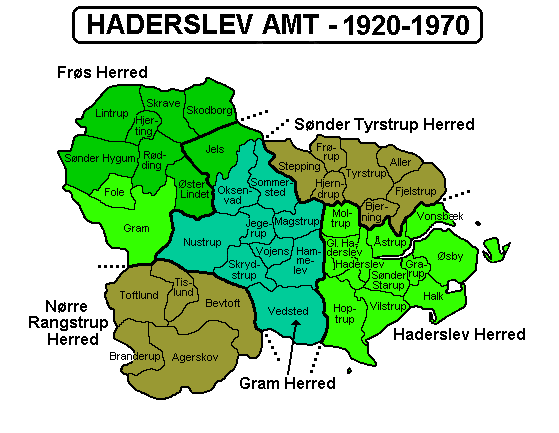
Haderselv Amt, indeling

Haderslev Amt was tussen 1920 en 1970 een van de amten van Denemarken. Voor 1864 was het een amt in het hertogdom Sleeswijk.

## Herreder
Naast de stad Haderslev en de vlek Christiansfeld was Haderslev  verdeeld in vijf herreder. Voor 1864 was ook Nørre Tyrstrup Herred deel van Haderslev, maar deze was in het kader van de Vrede van Wenen (1864) ter compensatie van onder meer de Koninklijke enclaves bij Vejle Amt gevoegd.
- Frøs
- Gram
- Haderslev
- Nørre Rangstrup
- Sønder Tyrstrup

Bij de bestuurlijke reorganisatie in Denemarken in 1970 werd Haderslev in zijn geheel onderdeel van de nieuwe provincie Zuid-Jutland.